# Stockholm Open 1975
Відкритий чемпіонат Стокгольма з тенісу 1975 - чоловічий і жіночий тенісний турнір, що проходив на кортах з твердим покриттям. Чоловічий турнір належав до Commercial Union Assurance Grand Prix 1975, жіночий - Virginia Slims WTA Tour 1975. Відбувся в Стокгольмі (Швеція). Чоловічий турнір тривав з 25 жовтня до 6 листопада 1975, жіночий - з 31 жовтня до 3 листопада. Адріано Панатті і Вірджинія Вейд здобули титул в одиночному розряді.

## Фінальна частина

### Одиночний розряд, чоловіки
Адріано Панатті —  Джиммі Коннорс 6–4, 6–3

### Одиночний розряд, жінки
Вірджинія Вейд —  Франсуаза Дюрр 6–3, 4–6, 7–5

### Парний розряд, чоловіки
Боб Г'юїтт /  Фрю Макміллан —  Чарлі Пасарелл /  Роско Теннер 3–6, 6–3, 6–4

### Парний розряд, жінки
Франсуаза Дюрр /  Бетті Стов —  Івонн Гулагонг Коулі /  Вірджинія Вейд 6–3, 6–4